# رود آق‌سو (سین‌کیانگ)
رود آق‌سو (انگلیسی: Aksu River) یک رودخانه در استان سین‌کیانگ کشور چین است.